# Fujiwara no Anshi
Fujiwara no Anshi  (藤原 安子 (Đằng Nguyên An tử) 927 – 11 tháng 6, 964), là một vị Hoàng hậu của Nhật Bản. Bà là chính phi của Thiên hoàng Murakami.
Bà là con gái của Fujiwara no Morosuke (藤原師輔).
Fujiwara no Anshi đã nhận trách nhiệm chưởng quản hậu cung và đạt được ảnh hưởng lớn ngang hàng với chồng mình, do đó, bà được cho là người phụ nữ có ảnh hưởng nhất trong Triều đình trong vòng hai mươi năm tại vị. Chị gái của bà là Toshi (mất năm 975), kết hôn với anh trai cùng cha khác mẹ của Thiên hoàng Shigeakira (904-954), song người đó đã ngoại tình với Thiên hoàng đương nhiệm trong một thời gian, nhưng cuộc tình mau chóng kết thúc vì bà không thích Hoàng hậu Anshi và không tiếp tục làm điều đó nữa cho đến khi Anshi qua đời  Hoàng hậu Anshi luôn cưng chiều và ủng hộ con trai thứ hai của mình,Thân vương Tamehira làm người kế vị ngai vàng, nhưng Thân vương không may qua đời trước khi bà suy tính đến chuyện đảm bảo vị thế cho con trai.
Khi anh trai cả của bà, nhiếp chính quan Fujiwara no Koremasa qua đời vào năm 972, anh trai thứ hai của bà, tức Fujiwara no Kanemichi đã phải giữ bí mật kế vị gia tộc trước người em ruột Fujiwara no Kaneie bằng cách đưa ra lời tuyên bố với Thiên hoàng, còn Hoàng hậu Anshi đã tuyên bố rằng một gia tộc nhiếp chính nên được thừa kế bởi một người con trai nhỏ tuổi, đó cũng là lời khuyên mà Thiên hoàng đã tuân theo sau khi đã thừa nhận sắc lệnh đó là của mẹ mình.
Hậu duệ

Hoàng hậu Anshi đã sinh hạ cho Thiên hoàng 7 người con:
- Nội Thân vương Shōshi (承子内親王) (948 - 951)
- Thân vương Norihira (憲平親王) (950 -1011) (con trai thứ 2) (sau này là Thiên hoàng Reizei)
- Thân vương Tamehira (為 平 親王) (952 - 1010)
- Nội Thân vương Sukeko (輔子内親王) (953 - 992) (con gái thứ 7), trở thành vị Saiō thứ 32 trong Thần cung Ise vào năm 968
- Nội Thân vương Shishi (資子内親王) (955 -1015) (con gái thứ 9)
- Thân vương Morihira (守平親王) (959 -991) (sau này là Thiên hoàng En'yu)
- Nội Thân vương Senshi (選子内親王) (964 -1035) (con gái thứ 10), vị Saiin thứ 16 trong Đền thờ Kamo vào năm 975 -1031